# HK SKIF
Le HK SKIF  (en russe : ХК СКИФ) est un club de hockey sur glace de Nijni Novgorod dans l'oblast de Nijni Novgorod en Russie. Il évolue dans le Championnat de Russie féminin.

## Historique
Le club est fondé en 1997 à Moscou. Sa section de hockey féminin est créée en 2000. Il déménage ensuite à Nijni Novgorod.

## Palmarès
- Championnat de Russie féminin : 2001, 2002, 2003, 2004, 2005, 2008, 2010, 2014.
- Coupe d'Europe des clubs champions de hockey sur glace féminin : 2009, 2015.